# パラスとケンタウロス

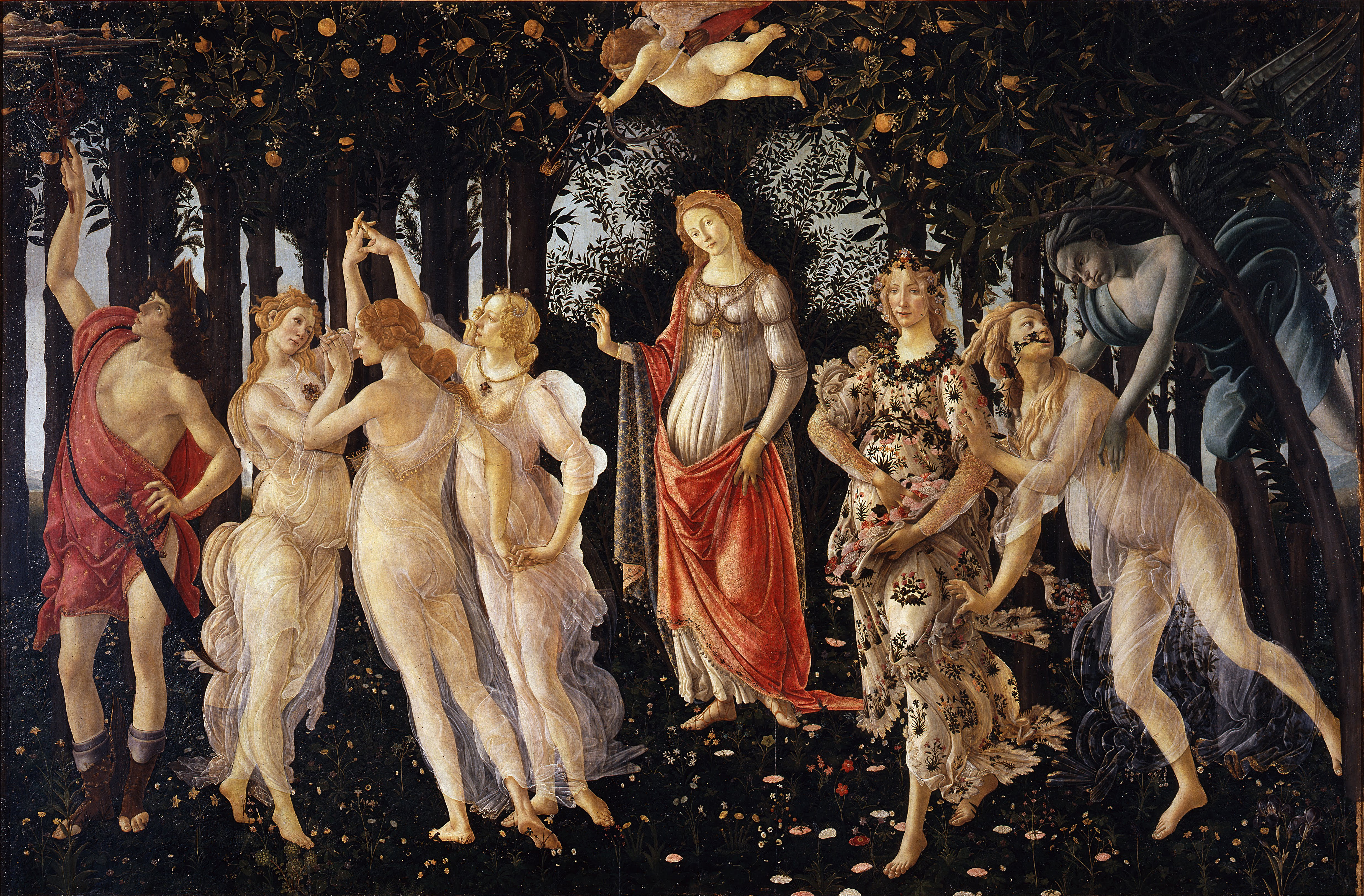
対作品と見なされているボッティチェッリの傑作『プリマヴェーラ』。

『パラスとケンタウロス』（伊: Pallade e il centauro, 英: Pallas and the Centaur）は、盛期ルネサンスのイタリアの画家サンドロ・ボッティチェッリが1482年ごろに制作した絵画である。油彩。主題は情欲に勝利する貞潔の象徴としてのギリシア神話の女神パラス・アテナ（ローマ神話のミネルヴァ）とされている。『プリマヴェーラ』（Primavera）と『ヴィーナスの誕生』（Nascita di Venere）、『ヴィーナスとマルス』（Venere e Marte）とともにボッティチェッリを代表する神話画ないし寓意画の1つで、形状は異なっているが『プリマヴェーラ』の対作品と考えられている。かつてはロレンツォ・デ・メディチのために制作されたと考えられていたが、現在は新資料の発見により『プリマヴェーラ』とともにロレンツォ・デ・メディチの又従兄弟にあたるロレンツォ・ディ・ピエルフランチェスコの所有する絵画であったことが判明しており、この人物のために制作されたと考えられている。現在はフィレンツェのウフィツィ美術館に所蔵されている。

## 制作背景
『パラスとケンタウロス』を発注した人物はロレンツォ・デ・メディチと考えられており、制作の背景となった出来事として大きく2つの説が指摘されている。1つはパッツィ家との対立から発展したパッツィ戦争（Pazzi War）が挙げられる。1478年、パッツィ家の陰謀により暗殺されかかったロレンツォ・デ・メディチは徹底的な報復を行ったが、これに教皇シクストゥス4世が反発したことでパッツィ戦争が起きた。この事態を収めるべくロレンツォ・デ・メディチは1480年に敵対していたナポリ王国に赴き、和平を結ぶことに成功している。ボッティチェッリはこの出来事を寓意的に描いたのではないかという。
もう1つは1482年のロレンツォ・ディ・ピエルフランチェスコとセミラミーデ・アッピアーノの結婚式であり、ロレンツォ・デ・メディチによって結婚を祝うために発注されたのではないかと言われている。両者の父親ピエルフランチェスコとピエロ・デ・メディチは従兄弟であり、ピエルフランチェスコが早くに死んだために、ピエロ・デ・メディチは彼の遺児であるロレンツォ・ディ・ピエルフランチェスコとジョヴァンニ兄弟の後見人となり、息子ロレンツォ・デ・メディチやジュリアーノ・デ・メディチとともに養育した。したがって両者は親しい間柄にあった。もっとも、この寓意的な神話画の発注者をロレンツォ・ディ・ピエルフランチェスコ自身とする見方もある。彼はフィレンツェにおける新プラトン主義的な人文主義サークルであるアカデミア・プラトニカの中心人物であったマルシリオ・フィチーノに学んだことがあり、懇意の間柄であったことが書簡から分かっている。
制作時期は通常、絵画の様式から『プリマヴェーラ』の制作と同時期の1482年または1483年ごろとされ、ボッティチェッリがフィレンツェとウンブリアの画家たちとともに教皇シクストゥス4世に召集されて参加した、ローマのシスティーナ礼拝堂の装飾事業から帰国した直後の作品とされる。これと関連して本作品のケンタウロスの特徴は、ボッティチェッリがシスティーナ礼拝堂に描いたフレスコ画の1つ『モーセの試練』（Prove di Mosè）に近いことが指摘されている。
　メディチ家の家系略図
|  |  | ジョヴァンニ・ディ・ビッチ |                          |                          |                          |                          |                          |  |  |                            |                            |                            |                            |                            |                            |  |  |                                         |                                         |                                         |                                         |                                         |                                         |                      |                      |                             |                             |                             |                             |                             |                             |  |  |                                |                                |                                |                                |                                |                                |  |  |  |  |  |  |  |  |  |  |  |  |  |  |
|  |  |                            |                          |                          |                          |                          |                          |  |  |                            |                            |                            |                            |                            |                            |  |  |                                         |                                         |                                         |                                         |                                         |                                         |                      |                      |                             |                             |                             |                             |                             |                             |  |  |                                |                                |                                |                                |                                |                                |  |  |  |  |  |  |  |  |  |  |  |  |  |  |
|  |  |                            |                          |                          |                          |                          |                          |  |  |                            |                            |                            |                            |                            |                            |  |  |                                         |                                         |                                         |                                         |                                         |                                         |                      |                      |                             |                             |                             |                             |                             |                             |  |  |                                |                                |                                |                                |                                |                                |  |  |  |  |  |  |  |  |  |  |  |  |  |  |
|  |  | コジモ・デ・メディチ       | コジモ・デ・メディチ     | コジモ・デ・メディチ     | コジモ・デ・メディチ     | コジモ・デ・メディチ     | コジモ・デ・メディチ     |  |  | ロレンツォ                 | ロレンツォ                 | ロレンツォ                 | ロレンツォ                 | ロレンツォ                 | ロレンツォ                 |  |  | ジネヴラ・カヴァルカンティ              | ジネヴラ・カヴァルカンティ              | ジネヴラ・カヴァルカンティ              | ジネヴラ・カヴァルカンティ              | ジネヴラ・カヴァルカンティ              | ジネヴラ・カヴァルカンティ              |                      |                      |                             |                             |                             |                             |                             |                             |  |  |                                |                                |                                |                                |                                |                                |  |  |  |  |  |  |  |  |  |  |  |  |  |  |
|  |  | コジモ・デ・メディチ       | コジモ・デ・メディチ     | コジモ・デ・メディチ     | コジモ・デ・メディチ     | コジモ・デ・メディチ     | コジモ・デ・メディチ     |  |  | ロレンツォ                 | ロレンツォ                 | ロレンツォ                 | ロレンツォ                 | ロレンツォ                 | ロレンツォ                 |  |  | ジネヴラ・カヴァルカンティ              | ジネヴラ・カヴァルカンティ              | ジネヴラ・カヴァルカンティ              | ジネヴラ・カヴァルカンティ              | ジネヴラ・カヴァルカンティ              | ジネヴラ・カヴァルカンティ              |                      |                      |                             |                             |                             |                             |                             |                             |  |  |                                |                                |                                |                                |                                |                                |  |  |  |  |  |  |  |  |  |  |  |  |  |  |
|  |  |                            |                          |                          |                          |                          |                          |  |  |                            |                            |                            |                            |                            |                            |  |  |                                         |                                         |                                         |                                         |                                         |                                         |                      |                      |                             |                             |                             |                             |                             |                             |  |  |                                |                                |                                |                                |                                |                                |  |  |  |  |  |  |  |  |  |  |  |  |  |  |
|  |  |                            |                          |                          |                          |                          |                          |  |  |                            |                            |                            |                            |                            |                            |  |  |                                         |                                         |                                         |                                         |                                         |                                         |                      |                      |                             |                             |                             |                             |                             |                             |  |  |                                |                                |                                |                                |                                |                                |  |  |  |  |  |  |  |  |  |  |  |  |  |  |
|  |  | ピエロ・デ・メディチ       | ピエロ・デ・メディチ     | ピエロ・デ・メディチ     | ピエロ・デ・メディチ     | ピエロ・デ・メディチ     | ピエロ・デ・メディチ     |  |  |                            |                            |                            |                            |                            |                            |  |  |                                         |                                         |                                         |                                         | ピエルフランチェスコ                    | ピエルフランチェスコ                    | ピエルフランチェスコ | ピエルフランチェスコ | ピエルフランチェスコ        | ピエルフランチェスコ        |                             |                             |                             |                             |  |  |                                |                                |                                |                                |                                |                                |  |  |  |  |  |  |  |  |  |  |  |  |  |  |
|  |  | ピエロ・デ・メディチ       | ピエロ・デ・メディチ     | ピエロ・デ・メディチ     | ピエロ・デ・メディチ     | ピエロ・デ・メディチ     | ピエロ・デ・メディチ     |  |  |                            |                            |                            |                            |                            |                            |  |  |                                         |                                         |                                         |                                         | ピエルフランチェスコ                    | ピエルフランチェスコ                    | ピエルフランチェスコ | ピエルフランチェスコ | ピエルフランチェスコ        | ピエルフランチェスコ        |                             |                             |                             |                             |  |  |                                |                                |                                |                                |                                |                                |  |  |  |  |  |  |  |  |  |  |  |  |  |  |
|  |  |                            |                          |                          |                          |                          |                          |  |  |                            |                            |                            |                            |                            |                            |  |  |                                         |                                         |                                         |                                         |                                         |                                         |                      |                      |                             |                             |                             |                             |                             |                             |  |  |                                |                                |                                |                                |                                |                                |  |  |  |  |  |  |  |  |  |  |  |  |  |  |
|  |  | ロレンツォ・デ・メディチ   | ロレンツォ・デ・メディチ | ロレンツォ・デ・メディチ | ロレンツォ・デ・メディチ | ロレンツォ・デ・メディチ | ロレンツォ・デ・メディチ |  |  | ジュリアーノ・デ・メディチ | ジュリアーノ・デ・メディチ | ジュリアーノ・デ・メディチ | ジュリアーノ・デ・メディチ | ジュリアーノ・デ・メディチ | ジュリアーノ・デ・メディチ |  |  | ロレンツォ・ディ・ ピエルフランチェスコ | ロレンツォ・ディ・ ピエルフランチェスコ | ロレンツォ・ディ・ ピエルフランチェスコ | ロレンツォ・ディ・ ピエルフランチェスコ | ロレンツォ・ディ・ ピエルフランチェスコ | ロレンツォ・ディ・ ピエルフランチェスコ |                      |                      | セミラミーデ・ アッピアーノ | セミラミーデ・ アッピアーノ | セミラミーデ・ アッピアーノ | セミラミーデ・ アッピアーノ | セミラミーデ・ アッピアーノ | セミラミーデ・ アッピアーノ |  |  | ジョヴァンニ・イル・ポポラーノ | ジョヴァンニ・イル・ポポラーノ | ジョヴァンニ・イル・ポポラーノ | ジョヴァンニ・イル・ポポラーノ | ジョヴァンニ・イル・ポポラーノ | ジョヴァンニ・イル・ポポラーノ |  |  |  |  |  |  |  |  |  |  |  |  |  |  |
|  |  | ロレンツォ・デ・メディチ   | ロレンツォ・デ・メディチ | ロレンツォ・デ・メディチ | ロレンツォ・デ・メディチ | ロレンツォ・デ・メディチ | ロレンツォ・デ・メディチ |  |  | ジュリアーノ・デ・メディチ | ジュリアーノ・デ・メディチ | ジュリアーノ・デ・メディチ | ジュリアーノ・デ・メディチ | ジュリアーノ・デ・メディチ | ジュリアーノ・デ・メディチ |  |  | ロレンツォ・ディ・ ピエルフランチェスコ | ロレンツォ・ディ・ ピエルフランチェスコ | ロレンツォ・ディ・ ピエルフランチェスコ | ロレンツォ・ディ・ ピエルフランチェスコ | ロレンツォ・ディ・ ピエルフランチェスコ | ロレンツォ・ディ・ ピエルフランチェスコ |                      |                      | セミラミーデ・ アッピアーノ | セミラミーデ・ アッピアーノ | セミラミーデ・ アッピアーノ | セミラミーデ・ アッピアーノ | セミラミーデ・ アッピアーノ | セミラミーデ・ アッピアーノ |  |  | ジョヴァンニ・イル・ポポラーノ | ジョヴァンニ・イル・ポポラーノ | ジョヴァンニ・イル・ポポラーノ | ジョヴァンニ・イル・ポポラーノ | ジョヴァンニ・イル・ポポラーノ | ジョヴァンニ・イル・ポポラーノ |  |  |  |  |  |  |  |  |  |  |  |  |  |  |
|  |  |                            |                          |                          |                          |                          |                          |  |  |                            |                            |                            |                            |                            |                            |  |  |                                         |                                         |                                         |                                         |                                         |                                         |                      |                      |                             |                             |                             |                             |                             |                             |  |  |                                |                                |                                |                                |                                |                                |  |  |  |  |  |  |  |  |  |  |  |  |  |  |

## 作品

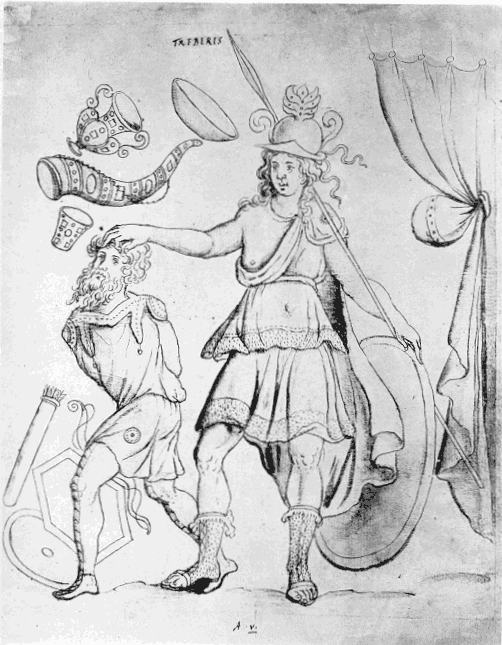
絵画の着想源ともいわれるフリウス・ディオニシウス・フィロカルスの『354年の暦』のトーリアを擬人化した図像。

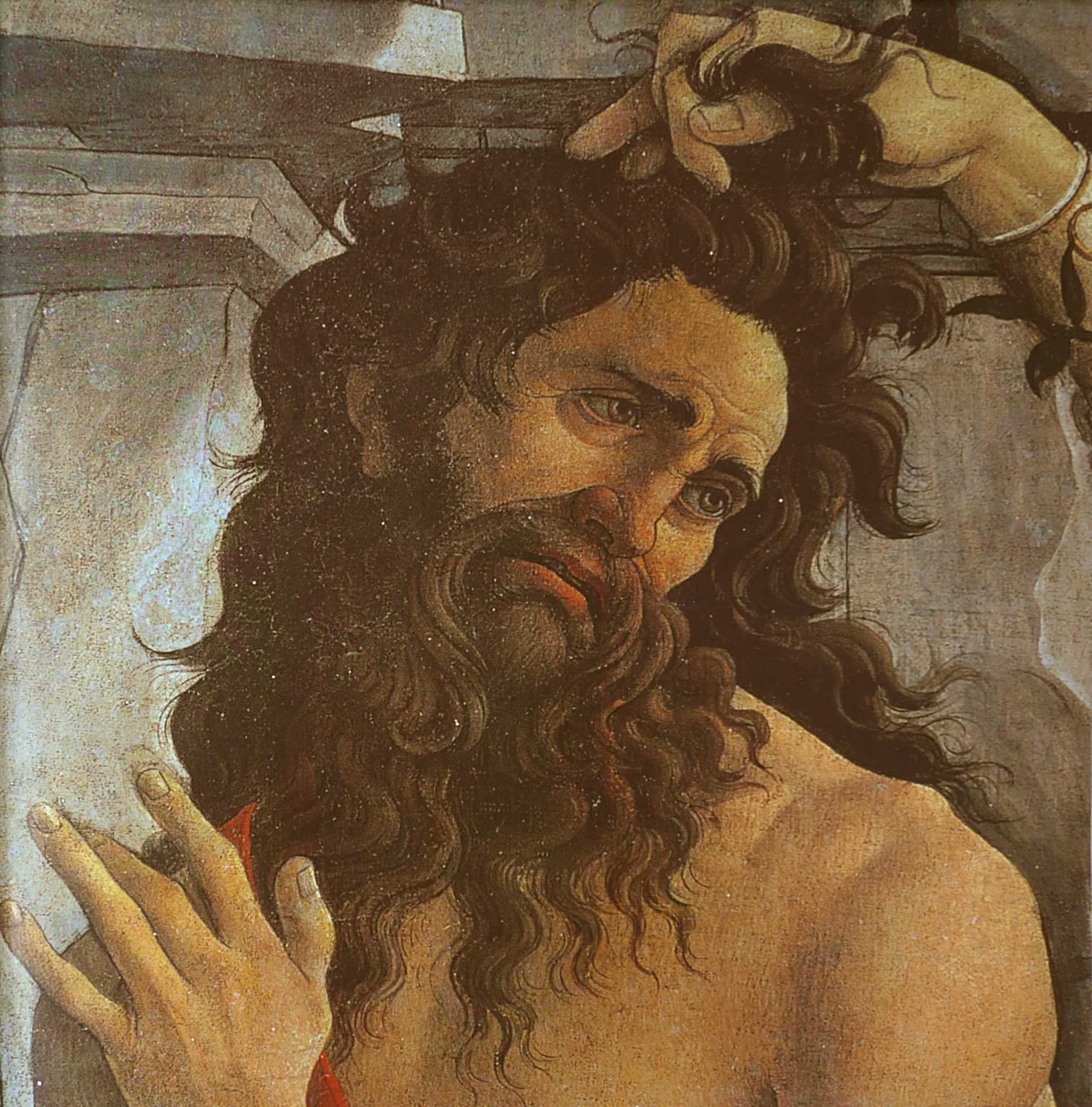
髪を掴まれたケンタウロスは顔をしかめ、パラス・アテナの顔を見返している。

ボッティチェッリは湖の前に立つ2人の人物像を描いている。画面の左側には弓を持ち、矢筒を肩にかけたケンタウロス、右側には精巧なハルバードを持つパラス・アテナが描かれている。女神はケンタウロスの髪を掴んでおり、ケンタウロスは顔をしかめてパラス・アテナを見返しているが、パラス・アテナ自身はケンタウロスを見ておらず、どこか遠くを見つめている。彼女のドレスの布地には、メディチ家の3つないし4つのダイヤモンドの指輪の紋章がデザインされており、メディチ家のために制作された絵画であることが確認できる。彼女の身体や腕あるいは頭部には王冠として月桂樹あるいはオリーブの枝が絡まっている。彼女の背中には盾があり、足には革のサンダルをはいている。ハルバードは特に大きく精巧な作りで、戦場で使用されるものではなく歩哨が運ぶ武器であることから、パラス・アテナは見張りの役目を果たしていると考えられる。背景に矢来が描かれ、2人のいる空間が特定の区切られた領域として描かれていることがその傍証となる。つまり、ケンタウロスは入る許可が下りていない領域を無断で侵犯したと考えられる。しかもケンタウロスの左手の中指が折れ曲がったままになっていることは、ケンタウロスが弓の張り具合を確かめ、矢筒から矢を取り出そうとしていたことを表している。そしてまさに矢を放とうとした瞬間にパラス・アテナに捕えられたと考えられる。
この実物大の大きさで描かれた古典神話に由来する2人の人物像はおそらく寓意的な意味が与えられている。パラス・アテナは主要な神格であり、知恵と戦い、芸術など多くを守護する処女女神である。一方、ケンタウロスは制御されていない情熱、欲望、官能性に関連しており、したがって絵画が少なくとも情欲に対する貞潔・理性の勝利を表していることは明らかである。
女性像は最も初期の記録である1499年の目録ではカミラと呼ばれていたが、その後の1516年の目録ではローマ神話のミネルヴァと呼ばれている。ミネルヴァは一般的にギリシア神話の女神パラス・アテナと同一視されている。ただしパラス・アテナに特徴的な鎧と兜、アイギス、ゴルゴンの首といった要素が欠けている。美術史家アーサー・フロシンガムはフィレンツェの象徴である女神フローラであると示唆している。対照的にカミラはウェルギリウスの『アエネーイス』のみに登場するローマ神話の女性で、処女の女狩人となるために、亡命した父であるメタブス王によって森で育てられたと語られている。
アーサー・フロシンガムは、ボッティチェッリの着想源は、教皇ダマスス1世の秘書であるフリウス・ディオニシウス・フィロカルスによるローマ暦の『354年の暦』の図像であった可能性があると主張した。『354年の暦』は槍と盾を持ち、弓と矢とともに描かれてる男性の人物像の髪を掴んだ女戦士として擬人化されたトーリアの街を描いている。女性像より小さく描かれた男性像はまるで彼女の手から逃げようとしているようであり、2つの作品は非常によく似ている。

## 解釈

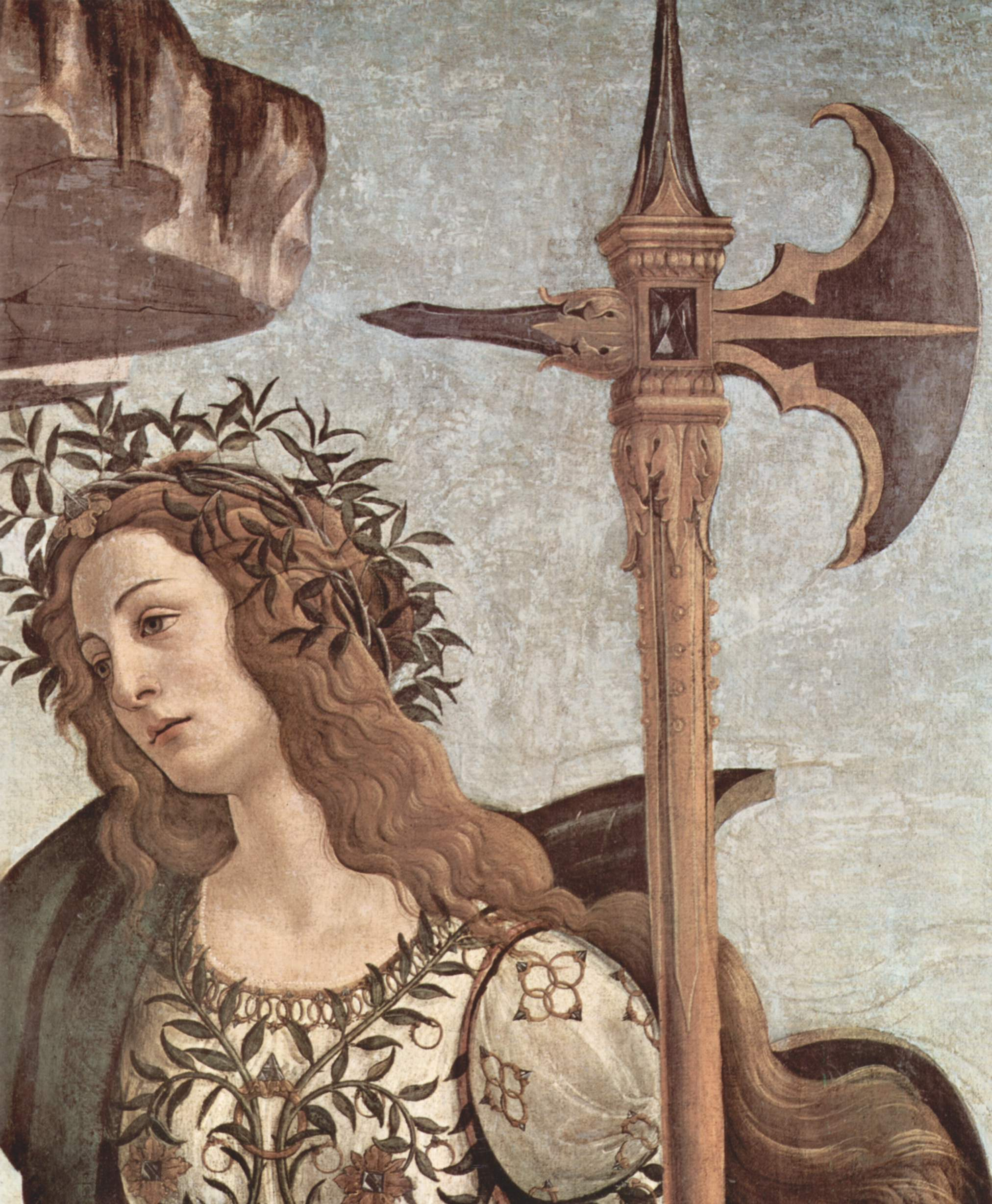
ハルバードを持つパラス・アテナは、制御の効かない欲望に突き動かされるケンタウロスを捕えている。ゼウスの額から生まれた女神は知性を象徴する。

一説によると本作品はパッツィ戦争の後にもたらされた平和を寓意している。ロレンツォ・デ・メディチがパッツィ戦争を終わらせるために大胆にもナポリ王国に乗り込んだとき、パッツィ家への報復を終えていた。そこでロレンツォ・デ・メディチは、本作品において、ケンタウロスによって表現されるパッツィ家の「無法」に勝利するパラス・アテナとして表現されているというものである。メディチの紋章のボールのイタリア語はパレ（palle）であり、彼らの支持者がしばしばパレスキ（palleschi）と呼ばれていたことは政治的寓意とする解釈の妥当性を補強する。
このように本作品はパッツィ戦争と関連づけられて政治的寓意画と見られることが多かったが、近年はルネッサンス期の新プラトン主義者マルシリオ・フィチーノの、人間の魂の観念と関連づけて解釈する説が有力視されている。主な根拠としては制作推定時期がフィチーノを中心とするアカデミア・プラトニカの最盛期と重なっており、寓意的なボッティチェッリの神話画に影響を与えたと考えられることが挙げられる。フィチーノによると人間の魂は「低次の魂」（anima secunda）と「高次の魂」（anima prima）に分けられ、前者は肉体や感覚と密接に結びつき、獣と共有している。これに対して後者は人間固有の「理性」（ratio）と、神と共有する「知性」（mens）から成るが、人間の魂と言っても良い「理性」は「低次の魂」と「知性」を結びつける役割を果し、それゆえ肉体や感覚、感情に囚われることも、それに打ち勝つことも可能となる。

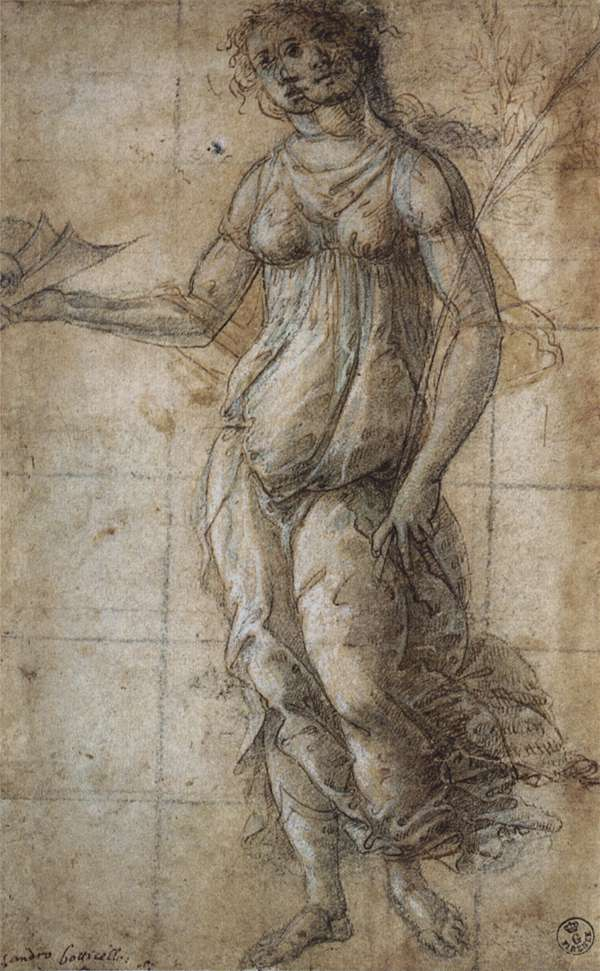
ウフィツィ美術館に所蔵されているボッティチェッリの素描。

資料によると『パラスとケンタウロス』および『プリマヴェーラ』はロレンツォ・ディ・ピエルフランチェスコの宮殿の寝室の控室にかけられていた。『プリマヴェーラ』は控室のソファアの上に飾られ、『パラスとケンタウロス』はその左側の扉の上にかけられていたため、『プリマヴェーラ』の画面左端に描かれた虚空を見上げるヘルメス（ローマ神話のメルクリウス）の視線の先に『パラスとケンタウロス』があった。この室内における2つの絵画の配置と構図上の関連性には意味があると考えられ、この2作品をフィチーノの人間の魂の観念に照らし合わせると以下のように解釈できる。『プリマヴェーラ』の画面右端に描かれた西風の神ゼピュロスは奔放な情欲を表し、下方への運動が見て取れ、地上的な情欲に囚われていることがわかる。しかしゼピュロスの地上的な愛でクローリスは春の女神フローラに変容する。画面の右側では地上的・肉体的な情欲からの離脱が三美神の中央の女神によって表されている。女神の視線の先にはヘルメスがおり、さらにヘルメスの視線によって知性と貞潔を具現する『パラスとケンタウロス』のパラス・アテナへと導かれることで、地上から離脱した理想的な愛への変容が完成することを表現している。最後にパラス・アテナが垂直に持っているハルバードは神の知性へといたる天上世界への道を指し示していると考えられる。
ロレンツォ・デ・メディチからの結婚祝いとして制作されたとするライトバウンは、夫婦の貞節の寓意とし、パラスがロレンツォ・ディ・ピエルフランチェスコの花嫁セミラミーデ・アッピアーノの肖像画である可能性を指摘している。

## 来歴
1499年の目録は、本作品と『プリマヴェーラ』の所有者がロレンツォ・ディ・ピエルフランチェスコであり、フィレンツェにある彼ら兄弟の宮殿の寝室の控室に飾られていたことを記録している。16世紀後半にはヴェッキオ宮殿に飾られた。1638年には『プリマヴェーラ』と同様にヴィラ・メディチ・ディ・カステッロにあり、その後ボッティチェッリが流行しなくなり、主に歴史的関心の対象と見なされた1830年までピッティ宮殿にあった。絵画はその後、1895年にフィレンツェに住んでいたイギリス人の画家ウィリアム・ブランデル・スペンスによってピッティ宮殿の控室の1つで発見されるまでほとんど知られていなかった。絵画がウフィツィ美術館に収蔵されたのは1922年である。もともとは板絵であったと思われるが、キャンバスに移し替えられている。

## 素描
ボッティチェッリのパラスには3つの素描があり、絵画の初期のアイデアを示している可能性があるにせよ、最終的な図像に非常に近いものはなく、すべてたった1人で立っている人物像の研究と思われる。うち2つでは女性像は大きなオリーブの枝を運び、ヘルメットを握っている。これらの素描はそれぞれウフィツィ美術館、オックスフォードのアシュモレアン博物館 、ミラノのアンブロジアーナ絵画館に所蔵されている。